# Cryptographis magdalenae
Cryptographis magdalenae là một loài bướm đêm trong họ Crambidae.